# Czech Open 2024
Die Czech Open 2024 im Badminton fanden vom 17. bis zum 20. Oktober 2024 in Prag statt.

## Sieger und Platzierte
| Veranstaltung | Gold                                | Silber                            | Bronze                          |
| ------------- | ----------------------------------- | --------------------------------- | ------------------------------- |
| Herreneinzel  | Matthias Kicklitz                   | Jakob Houe                        | Gustav Bjorkler                 |
| Herreneinzel  | Matthias Kicklitz                   | Jakob Houe                        | Karan Rajan Rajarajan           |
| Dameneinzel   | Frederikke Lund                     | Mónika Szőke                      | Irina Amalie Andersen           |
| Dameneinzel   | Frederikke Lund                     | Mónika Szőke                      | Frederikke Østergaard           |
| Herrendoppel  | Jří Král Ondřej Král                | Jonathan Dresp Aaron Sonnenschein | Robert Cybulski Szymon Slepecki |
| Herrendoppel  | Jří Král Ondřej Král                | Jonathan Dresp Aaron Sonnenschein | Marvin Datko Patrick Volkmann   |
| Damendoppel   | Paulina Hankiewicz Kornelia Marczak | Sharone Bauer Emilie Vercelot     | Anastasia Khomich Daria Zimnol  |
| Damendoppel   | Paulina Hankiewicz Kornelia Marczak | Sharone Bauer Emilie Vercelot     | Lærke Hvid Anna Klausholm       |
| Mixed         | Kristoffer Kolding Mette Werge      | Malik Bourakkadi Leona Michalski  | Kenneth Neumann Linda Efler     |
| Mixed         | Kristoffer Kolding Mette Werge      | Malik Bourakkadi Leona Michalski  | Mihajlo Tomić Anđela Vitman     |